# Paolo De Chiesa
Paolo De Chiesa (ur. 14 marca 1956 w Saluzzo) – włoski narciarz alpejski. Dwukrotnie startował w slalomie na igrzyskach olimpijskich: igrzyskach w Lake Placid w 1980 r. i igrzyskach w Sarajewie w 1984 r., ale nie ukończył zawodów. Najlepszym wynikiem De Chiesy na mistrzostwach świata było 4. miejsce na mistrzostwach w Schladming w slalomie. Najlepsze wyniki w Pucharze Świata osiągnął w sezonie 1974/1975, kiedy to zajął 10. miejsce w klasyfikacji generalnej, a w klasyfikacji slalomu był czwarty.

## Sukcesy

### Puchar Świata

#### Miejsca w klasyfikacji generalnej
- 1974/1975 – 10.
- 1975/1976 – 41.
- 1976/1977 – 49.
- 1977/1978 – 23.
- 1979/1980 – 45.
- 1980/1981 – 36.
- 1981/1982 – 16.
- 1982/1983 – 27.
- 1983/1984 – 28.
- 1984/1985 – 23.
- 1985/1986 – 62.

#### Miejsca na podium
1. Madonna di Campiglio – 17 grudnia 1974 (slalom) – 2. miejsce
2. Wengen – 12 stycznia 1975 (slalom) – 3. miejsce
3. Kitzbühel – 19 stycznia 1975 (slalom) – 3. miejsce
4. Chamonix – 12 lutego 1978 (slalom) – 3. miejsce
5. Madonna di Campiglio – 9 grudnia 1981 (slalom) – 3. miejsce
6. Kitzbühel – 17 stycznia 1982 (slalom) – 3. miejsce
7. Garmisch-Partenkirchen – 14 lutego 1982 (slalom) – 3. miejsce
8. Le Markstein – 11 lutego 1983 (slalom) – 2. miejsce
9. Parpan – 16 stycznia 1984 (slalom) – 2. miejsce
10. Oslo – 24 marca 1984 (slalom) – 3. miejsce
11. Sestriere – 2 grudnia 1984 (slalom) – 3. miejsce
12. Sestriere – 10 grudnia 1984 (slalom) – 2. miejsce